# Gábor Totola
Gábor Totola, född den 10 december 1973 i Budapest, Ungern, är en ungersk fäktare som tog OS-silver i herrarnas lagtävling i värja i samband med de olympiska fäktningstävlingarna 1992 i Barcelona.